# Mistrzostwa Europy w Biegach Przełajowych 2017

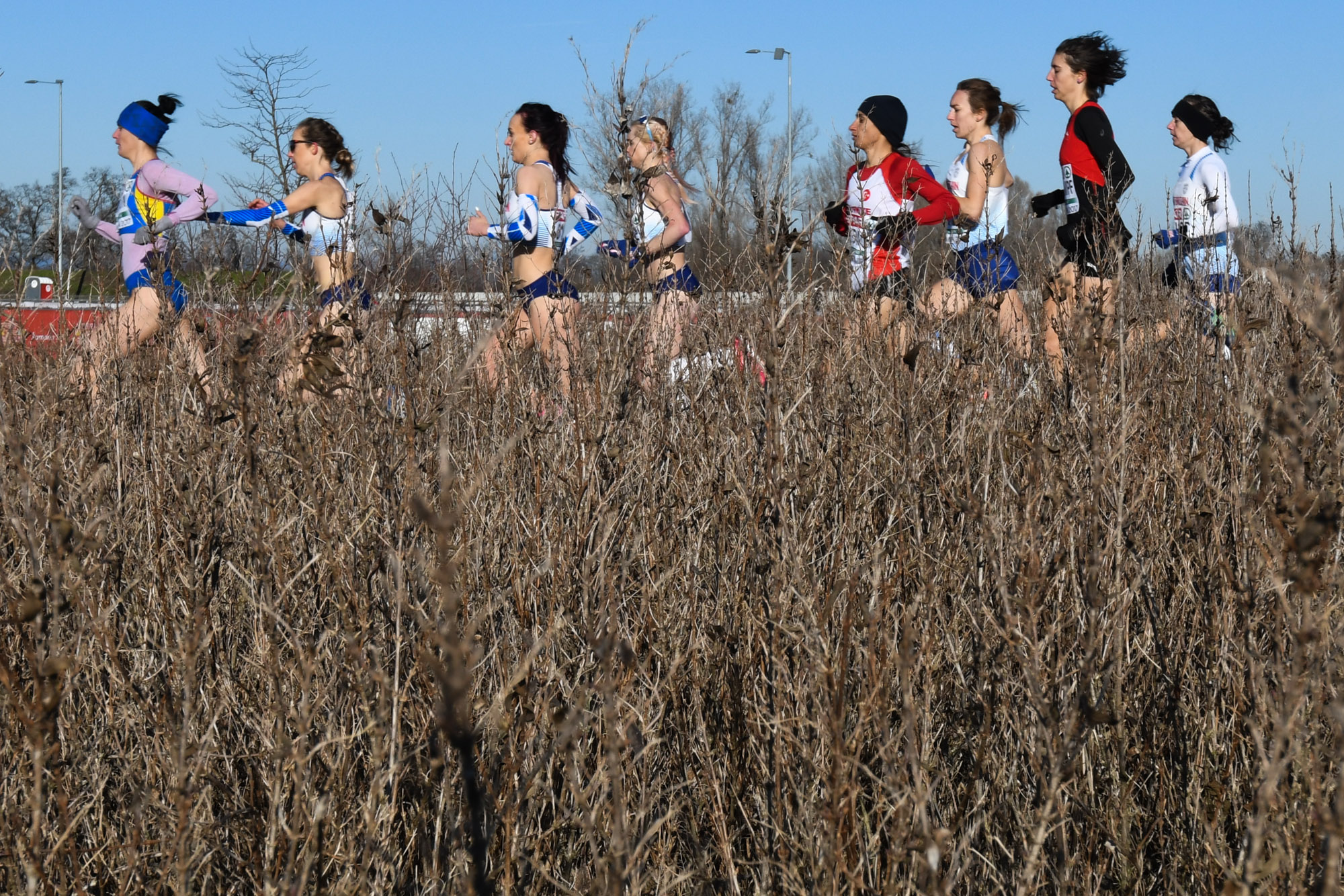
2017 European Cross Country

24. Mistrzostwa Europy w Biegach Przełajowych – zawody lekkoatletyczne w biegach przełajowych, które odbyły się 10 grudnia 2017 w mieście Šamorín na Słowacji.
Po raz pierwszy w historii tej imprezy została rozegrana sztafeta mieszana 4 × 1,5 km. Drugą zmianą w regulaminie zawodów było zmniejszenie z czterech do trzech zawodników punktujących dla konkurencji drużynowych.

## Rezultaty

### Mężczyźni
| Konkurencja:                 | 1. miejsce                                                      | Rezultat | 2. miejsce                                                | Rezultat | 3. miejsce                                                         | Rezultat |
| Seniorzy                     | Kaan Kigen Özbilen                                              | 29:45    | Adel Mechaal                                              | 29:54    | Andrew Butchart                                                    | 30:00    |
| Seniorzy – drużynowo         | Turcja · Kaan Kigen Özbilen · Aras Kaya · Polat Kemboi Arıkan   | 17 pkt.  | Hiszpania · Adel Mechaal · Daniel Mateo · Ayad Lamdassem  | 20 pkt.  | Wielka Brytania · Andrew Butchart · Ben Connor · Thomas Lancashire | 35 pkt.  |
| Młodzieżowcy U23             | Jimmy Gressier                                                  | 24:35    | Hugo Hay                                                  | 24:37    | Yemaneberhan Crippa                                                | 24:42    |
| Młodzieżowcy U23 – drużynowo | Francja · Jimmy Gressier · Hugo Hay · Emmanuel Roudolff Lévisse | 7 pkt.   | Belgia · Simon Debognies · Robin Hendrix · Michael Somers | 26 pkt.  | Wielka Brytania · Mahamed Mahamed · Chris Olley · Patrick Dever    | 41 pkt.  |
| Juniorzy                     | Jakob Ingebrigtsen                                              | 18:39    | Ramazan Barbaros                                          | 18:41    | Louis Gilavert                                                     | 18:45    |
| Juniorzy – drużynowo         | Hiszpania · Miguel González · Annasse Mahboub · Ignacio Fontes  | 20 pkt.  | Francja · Louis Gilavert · Yani Khelaf · Ilyes Boum       | 27 pkt.  | Turcja · Ramazan Barbaros · Abdurrahman Gediklioglu · Ömer Amaçtan | 49 pkt.  |

### Kobiety
| Konkurencja:                 | 1. miejsce                                                              | Rezultat | 2. miejsce                                                       | Rezultat | 3. miejsce                                                  | Rezultat |
| Seniorki                     | Yasemin Can                                                             | 26:48    | Meraf Bahta                                                      | 27:03    | Karoline Bjerkeli Grøvdal                                   | 27:04    |
| Seniorki – drużynowo         | Wielka Brytania · Charlotte Taylor · Emelia Gorecka · Gemma Steel       | 23 pkt.  | Rumunia · Roxana Bârcă · Ancuța Bobocel · Cristina Simion        | 31 pkt.  | Turcja · Yasemin Can · Özlem Kaya · Esma Aydemir            | 54 pkt.  |
| Młodzieżowcy U23             | Alina Reh                                                               | 20:22    | Konstanze Klosterhalfen                                          | 20:25    | Jessica Judd                                                | 20:45    |
| Młodzieżowcy U23 – drużynowo | Wielka Brytania · Jessica Judd · Amy-Eloise Neale · Amy Griffiths       | 12 pkt.  | Niemcy · Alina Reh · Konstanze Klosterhalfen · Anna Gehring      | 15 pkt.  | Turcja · Emine Hatun Tuna · Büsra Nur Koku · Yayla Kiliç    | 46 pkt.  |
| Juniorki                     | Harriet Knowles-Jones                                                   | 13:48    | Lili Anna Tóth                                                   | 13:59    | Miriam Dattke                                               | 14:03    |
| Juniorki – drużynowo         | Wielka Brytania · Harriet Knowles-Jones · Cari Hughes · Khahisa Mhlanga | 21 pkt.  | Włochy · Nadia Battocletti · Francesca Tommasi · Elisa Cherubini | 33 pkt.  | Hiszpania · Marta García · Lucía Rodríguez · Carla Gallardo | 47 pkt.  |

### Sztafeta mieszana
| Konkurencja:                            | 1. miejsce                                                                         | Rezultat | 2. miejsce                                                               | Rezultat | 3. miejsce                                                                | Rezultat |
| Seniorzy i seniorki – sztafeta mieszana | Wielka Brytania · Melissa Courtney · Cameron Boyek · Sarah McDonald · Tom Marshall | 18:24    | Czechy · Simona Vrzalová · Filip Sasínek · Kristiina Mäki · Jakub Holuša | 18:25    | Hiszpania · Solange Pereira · Víctor Ruiz · Esther Guerrero · Jesús Gómez | 18:26    |

## Klasyfikacja medalowa
| Miejsce | Kraj            | Złoto | Srebro | Brąz | Razem |
| 1.      | Wielka Brytania | 5     | 0      | 4    | 9     |
| 2.      | Turcja          | 3     | 1      | 3    | 7     |
| 3.      | Francja         | 2     | 2      | 1    | 5     |
| 4.      | Hiszpania       | 1     | 2      | 2    | 5     |
| 5.      | Niemcy          | 1     | 2      | 1    | 4     |
| 6.      | Norwegia        | 1     | 0      | 1    | 2     |
| 7.      | Włochy          | 0     | 1      | 1    | 2     |
| 8.      | Belgia          | 0     | 1      | 0    | 1     |
| 8.      | Czechy          | 0     | 1      | 0    | 1     |
| 8.      | Rumunia         | 0     | 1      | 0    | 1     |
| 8.      | Szwecja         | 0     | 1      | 0    | 1     |
| 8.      | Węgry           | 0     | 1      | 0    | 1     |
| Razem   | Razem           | 13    | 13     | 13   | 39    |